# Liban aux Jeux olympiques d'hiver de 1964
Le Liban participe aux Jeux olympiques d'hiver de 1964, organisés à Innsbruck en Autriche. Ce pays prend part aux Jeux olympiques d'hiver pour la cinquième fois de son histoire. La délégation libanaise, formée de quatre hommes, ne remporte pas de médaille.

## Résultats

### Ski alpin
| Athlète       | Épreuve             | Course          | Course |
| Athlète       | Épreuve             | Temps           | Rang   |
| ------------- | ------------------- | --------------- | ------ |
| Sami Beyround | Descente hommes     | N'a pas terminé | –      |
| Michel Rahme  | Descente hommes     | 3:55.15         | 75     |
| Jean Keyrouz  | Descente hommes     | 3:40.44         | 74     |
| Nazih Geagea  | Descente hommes     | 2:55.34         | 67     |
| Sami Beyroun  | Slalom géant hommes | 3:14.65         | 80     |
| Jean Keyrouz  | Slalom géant hommes | 2:44.51         | 76     |
| Michel Rahme  | Slalom géant hommes | 2:42.28         | 75     |
| Nazih Geagea  | Slalom géant hommes | 2:30.24         | 70     |

| Athlète      | Épreuve       | Qualifications  | Qualifications | Qualifications | Qualifications | Course finale     | Course finale     | Course finale     | Course finale     | Course finale     | Course finale     |
| Athlète      | Épreuve       | Temps 1         | Rang           | Temps 2        | Rang           | Temps 1           | Rang              | Temps 2           | Rang              | Total             | Rang              |
| ------------ | ------------- | --------------- | -------------- | -------------- | -------------- | ----------------- | ----------------- | ----------------- | ----------------- | ----------------- | ----------------- |
| Sami Beyroun | Slalom hommes | N'a pas terminé | –              | Disqualifié    | –              | N'a pas participé | N'a pas participé | N'a pas participé | N'a pas participé | N'a pas participé | N'a pas participé |
| Michel Rahme | Slalom hommes | 1:26.76         | 81             | 1:21.19        | 53             | N'a pas participé | N'a pas participé | N'a pas participé | N'a pas participé | N'a pas participé | N'a pas participé |
| Jean Keyrouz | Slalom hommes | 1:17.36         | 75             | 1:16.24        | 52             | N'a pas participé | N'a pas participé | N'a pas participé | N'a pas participé | N'a pas participé | N'a pas participé |
| Nazih Geagea | Slalom hommes | 1:08.21         | 61             | 1:06.15        | 45             | N'a pas participé | N'a pas participé | N'a pas participé | N'a pas participé | N'a pas participé | N'a pas participé |